# Dundretkullen
Dundretkullen är en backhoppningsanläggning  i Gällivare i Sverige. Backen ligger norr om skidanläggningen på Dundret, i anknytning till Björnfällan och liikavaratoppen. Backen har K-punkt på 90 meter och backstorlek på 99 meter. Den drevs av Koskullskulle AIF. Backen användes under junior-VM 1995,  Kontinentalcupen i backhoppning, samt i B-världscupen i nordisk kombination. Banrekordet är 100,5 meter, satt av Arve Vorvik (Norge) i Kontinentalcupen i backhoppning 2 april 1995.
Backen öppnades 1990 men har sista tiden stått oanvänd och förfallit då Koskullskulle AIF inte längre är aktiva. Byggnaderna har även utsatts för vandalisering.

## Viktiga tävlingar
| Datum       | Vinnare                                                                  | Två                                                                                        | Trea                                                          | Typ av lopp           |
| ----------- | ------------------------------------------------------------------------ | ------------------------------------------------------------------------------------------ | ------------------------------------------------------------- | --------------------- |
| 1 mars 1995 | Tyskland Michael Schreiber Mathias Witter Michael Uhrmann Alexander Herr | Österrike Werner Schernthaner Martin Zimmermann Karl-Heinz Dorner Reinhard Schwarzenberger | Japan Yūzō Ikeda Kazuya Yoshioka Suguru Miyazaki Sōta Okamura | Junior-VM, lagtävling |
| 4 mars 1995 | Norge Tommy Ingebrigtsen                                                 | Österrike Reinhard Schwarzenberger                                                         | Frankrike Lucas Chevalier-Girod                               | Junior-VM             |